# Anacapri
Anacapri és un municipi d'Itàlia, situat a l'illa de Capri, dins la Ciutat metropolitana de Nàpols, a la regió de la Campània. Té una població de 7.022 habitants (30/06/2019) sobre una superfície de 6,47 km².
És juntament amb el municipi de Capri un dels dos municipis (el de major extensió) de l'illa.

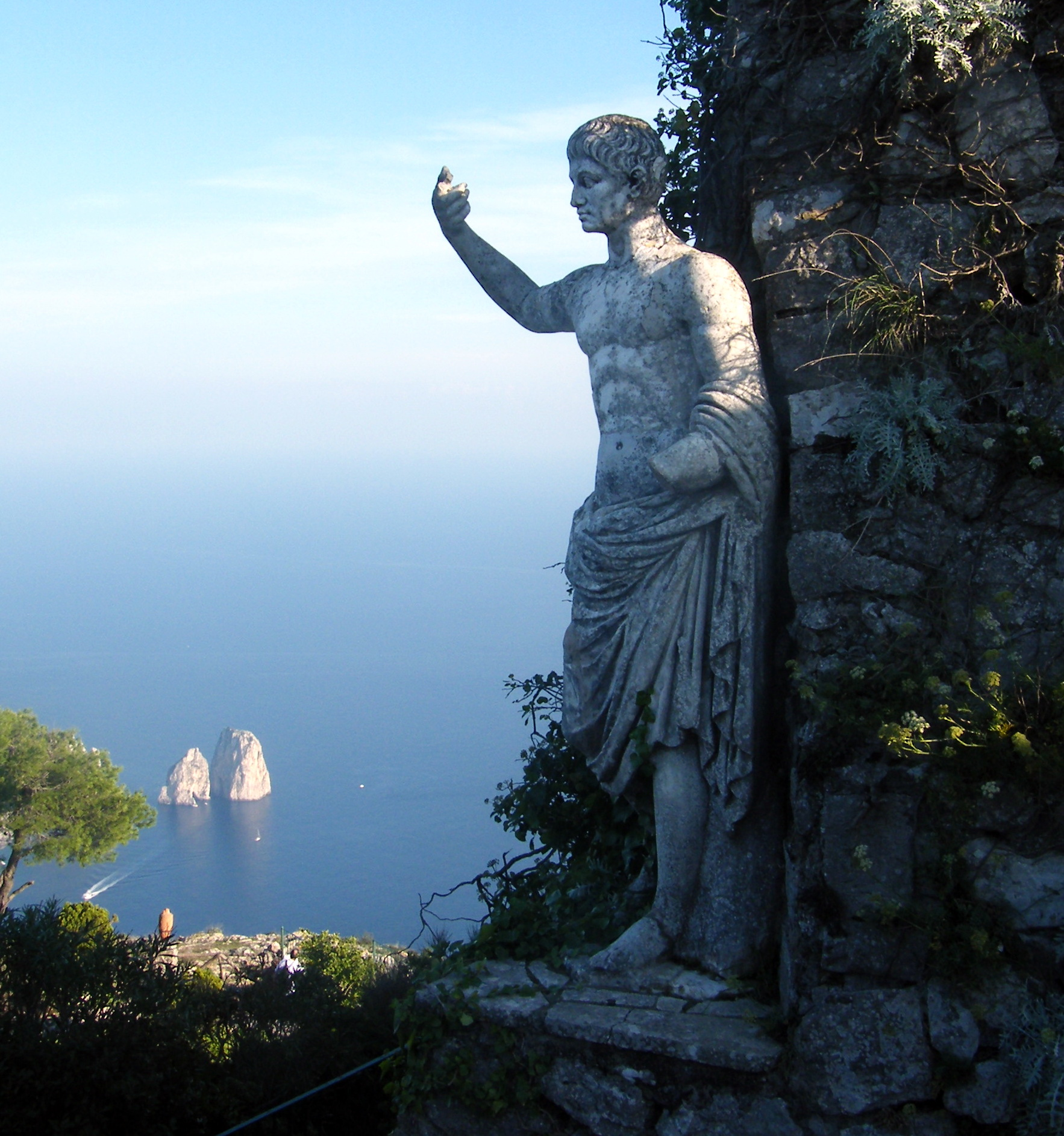
Estatua de l'emperador August

El seu nom deriva de la paraula grega "ànà" (dalt) i Capri.
Dins del seu terme municipal es troba el punt més alt de l'illa, el puig Solaro, amb 586 metres, accesible per un telecadira, des d'on es pot observar una bella panoràmica del golf de Nàpols i del golf de Salern.

## Curiositats
El compositor Claude Debussy va visitar la població i va compondre una obra musical anomenada "Les collines d'Anacapri ".

## Demografia
| Gràfica d'evolució demogràfica de Anacapri entre 1861 i 2011 |
|                                                              |
| Fuente ISTAT - elaboració gràfica de Viquipèdia              |

## Galeria

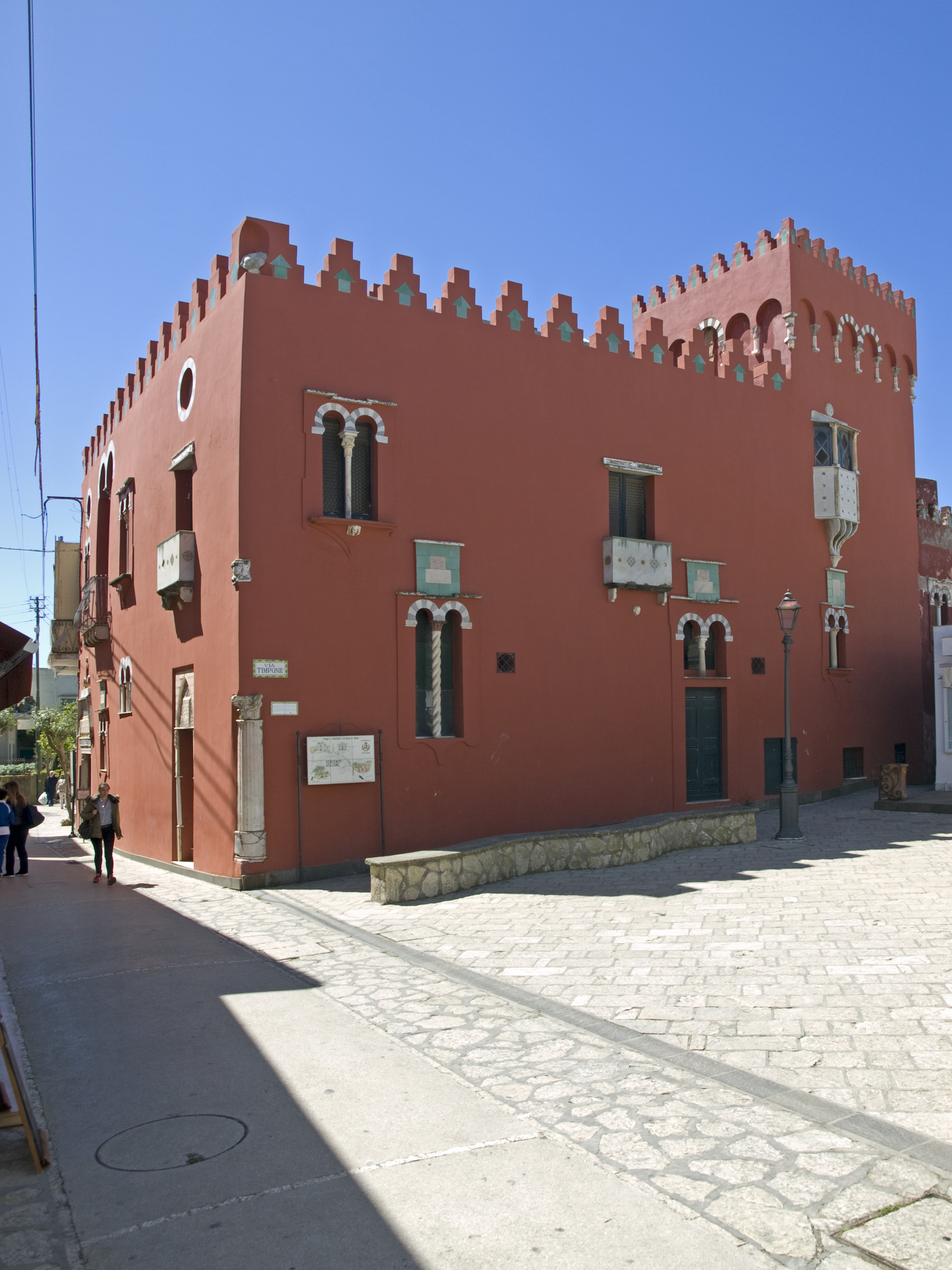
Casa Rossa
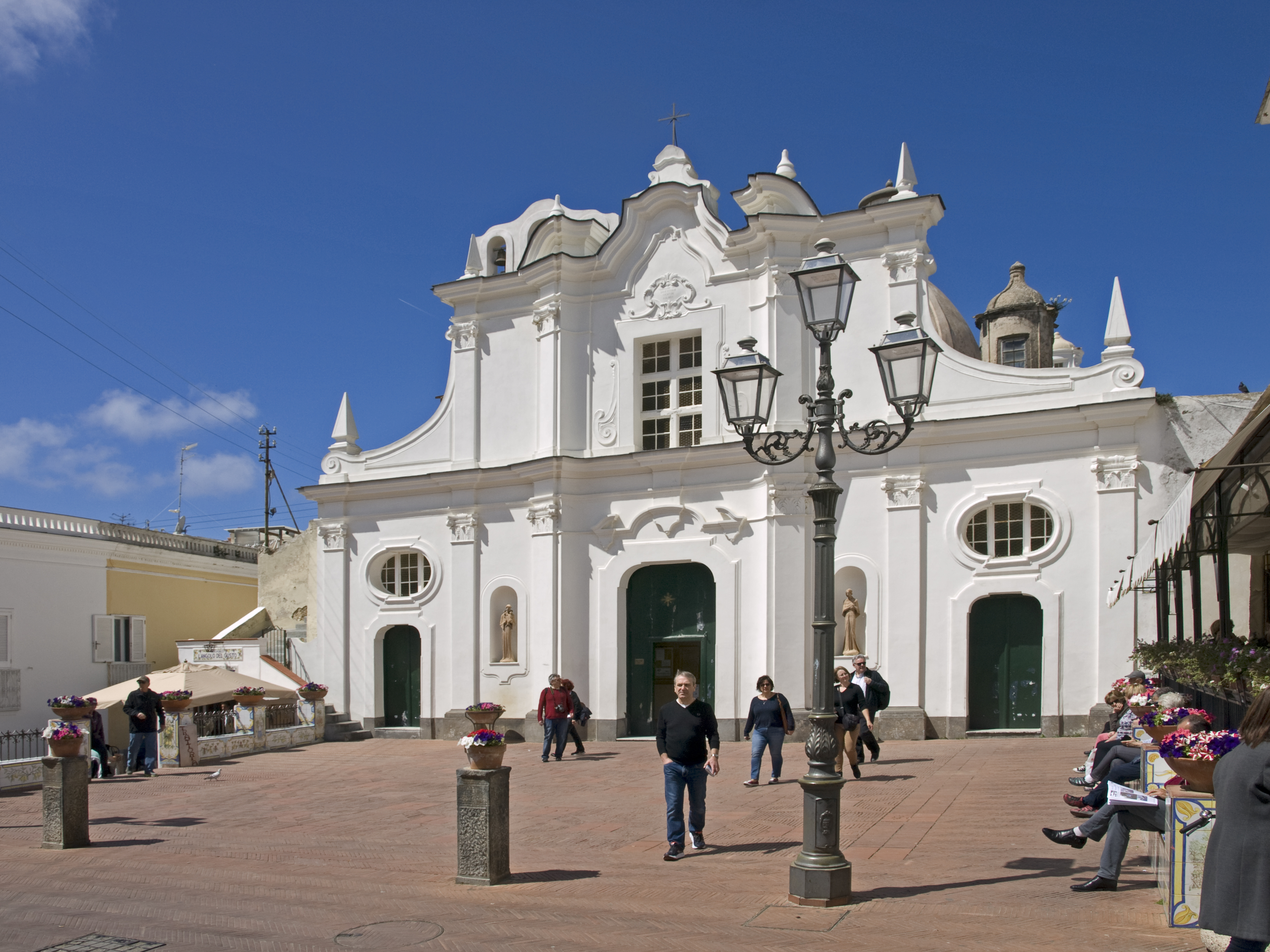
Església de Santa Sofia
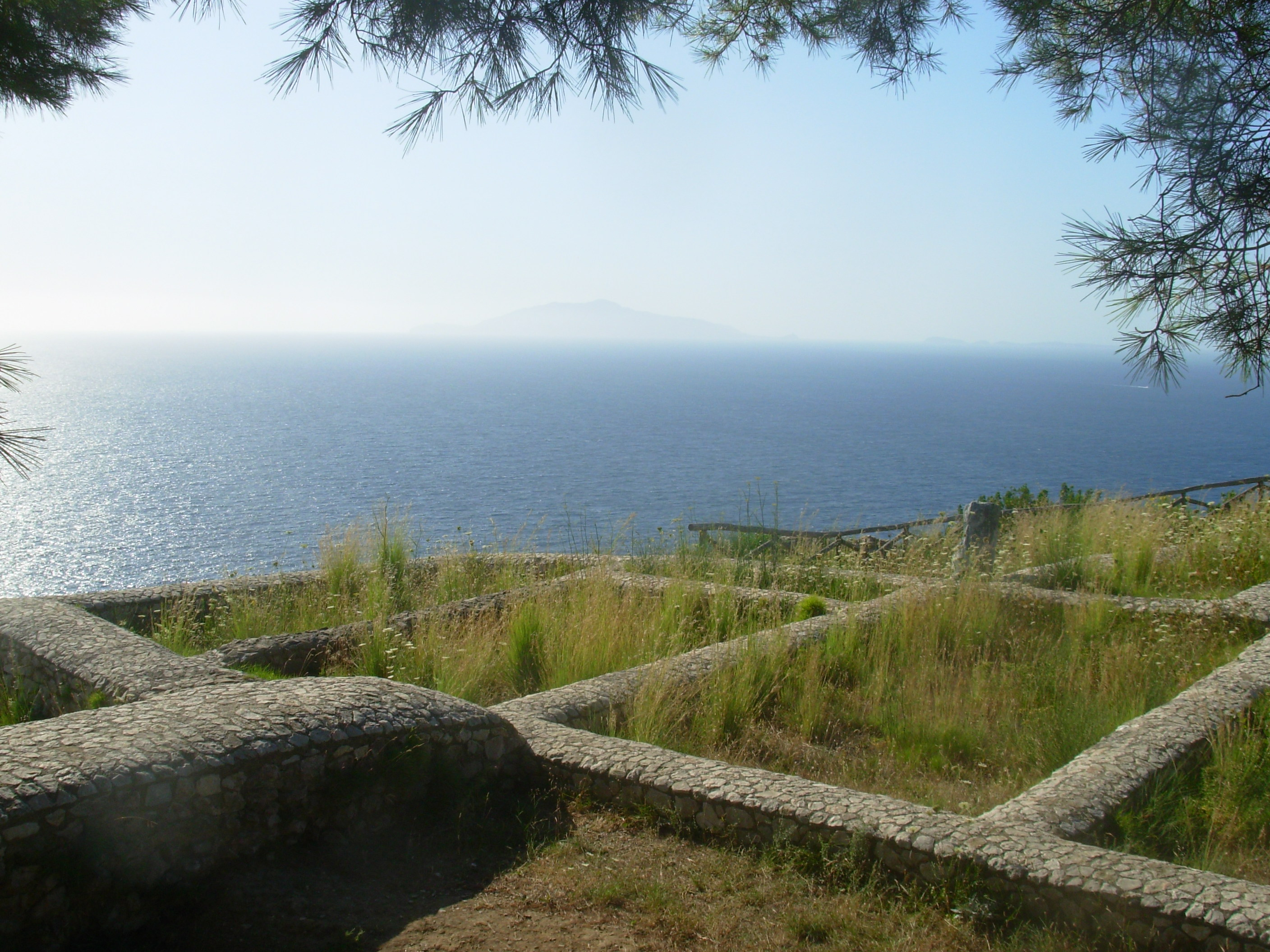
Villa Damecuta
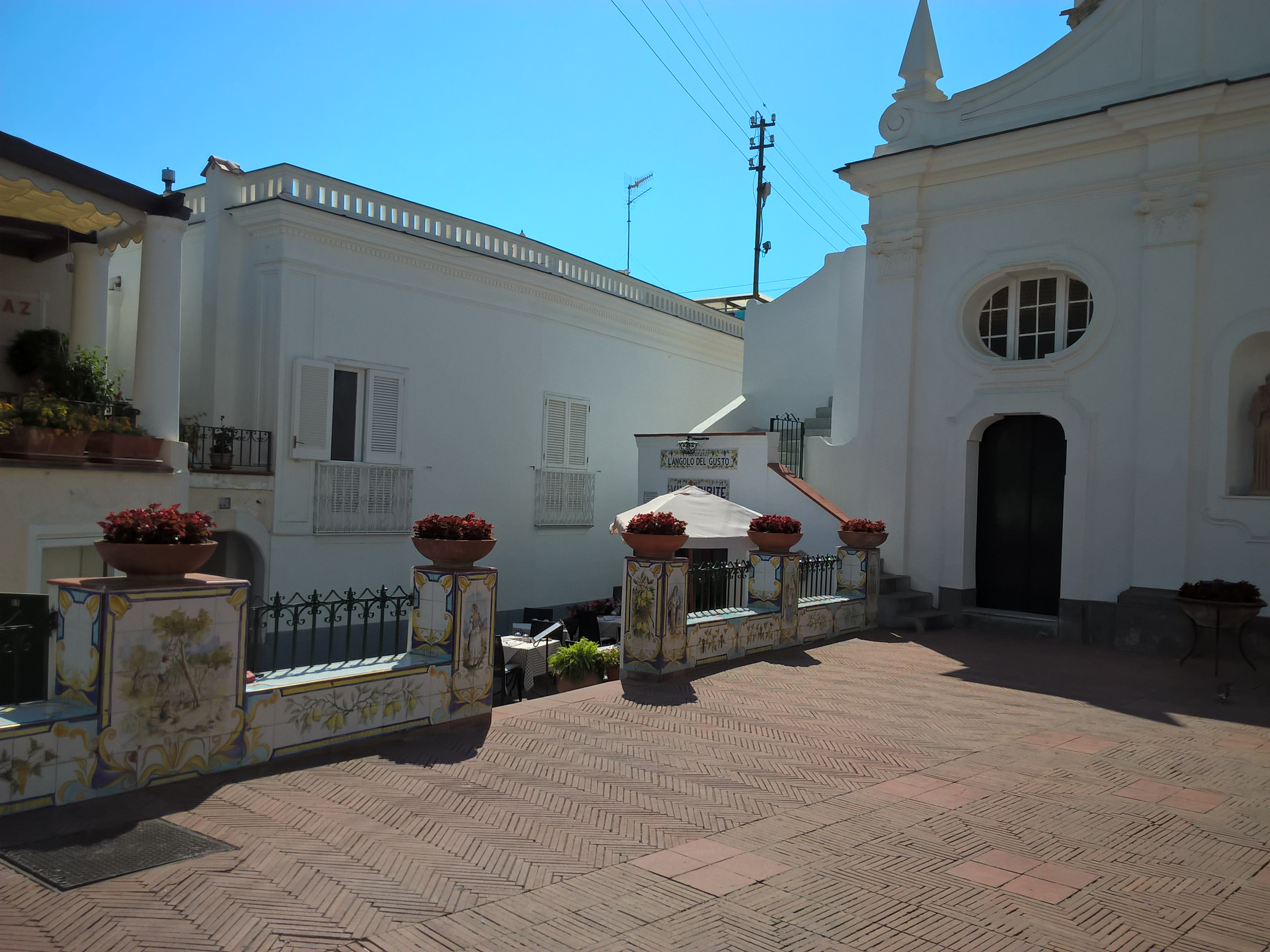
Plaça Diaz amb les seves majòliques
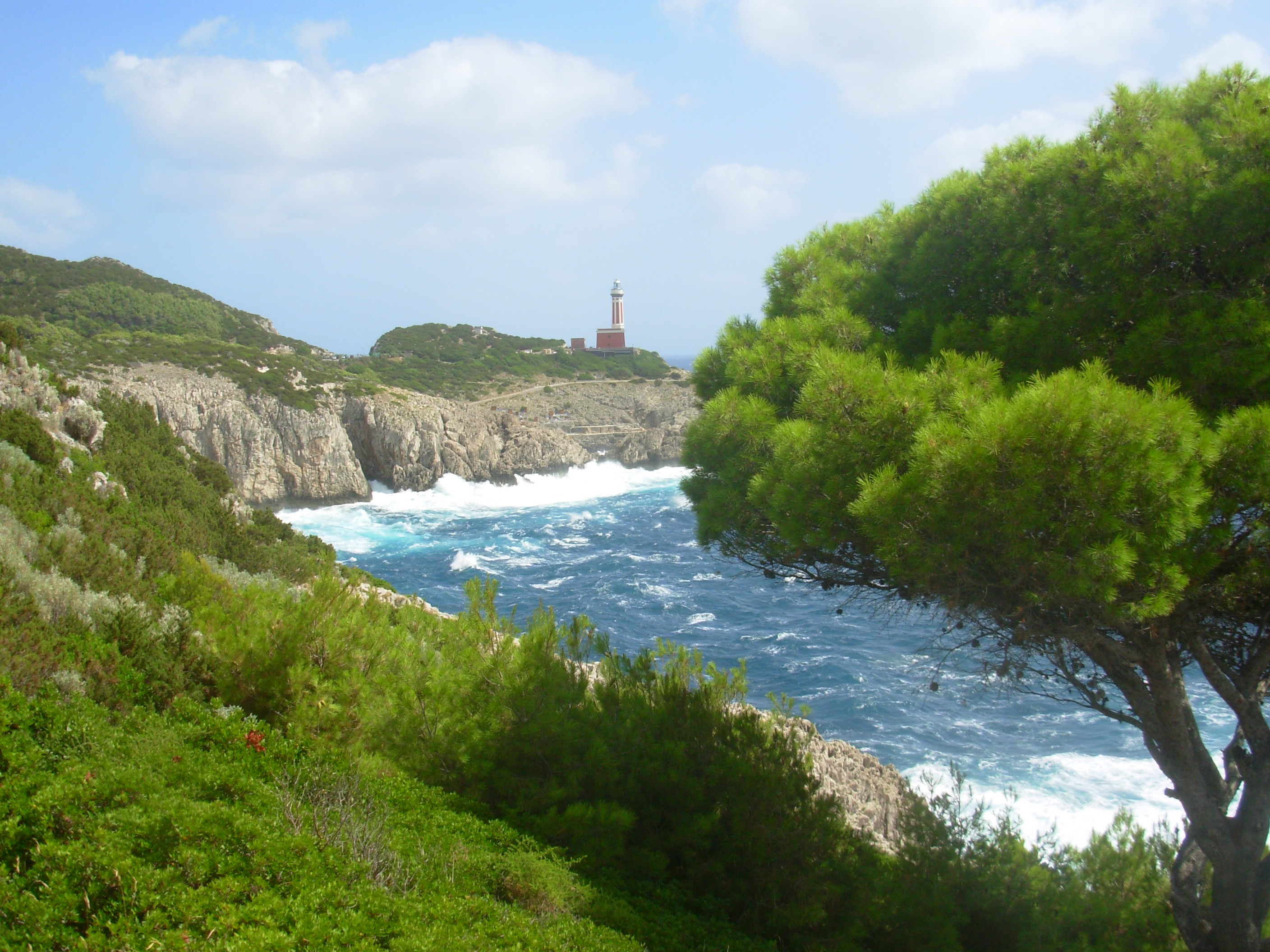
Far a Punta Carena
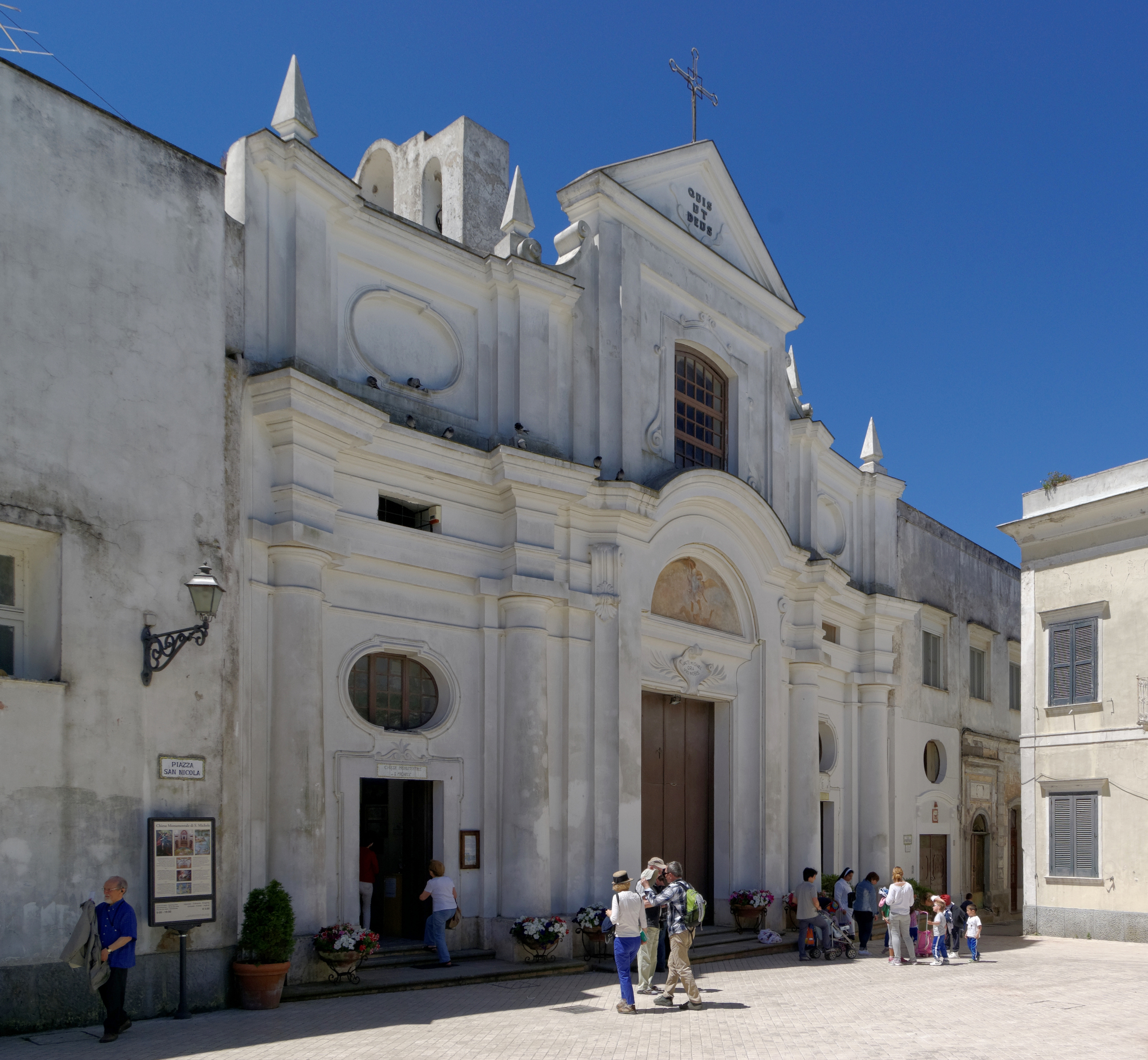
Església de Sant Miquel
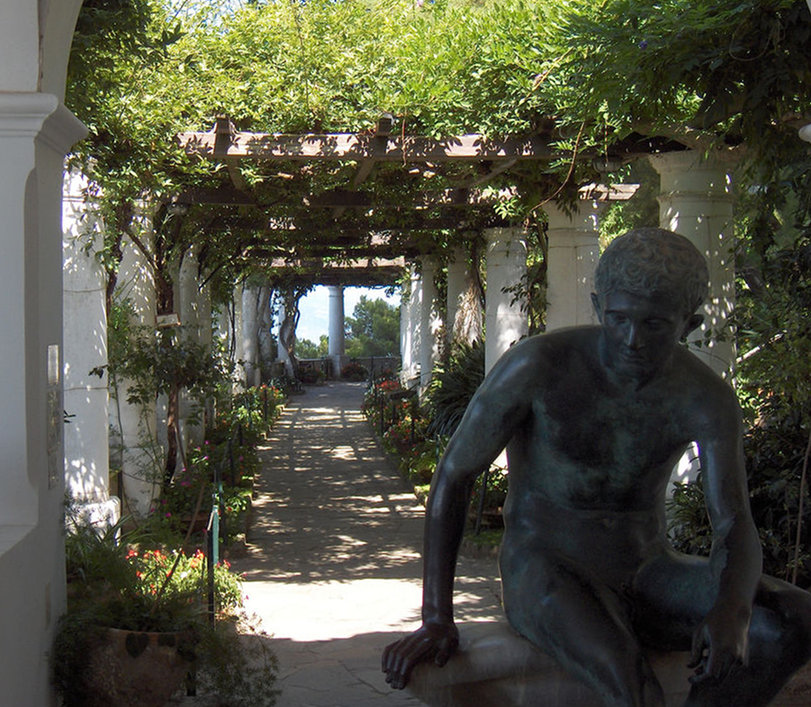
La loggia de Villa San Michele
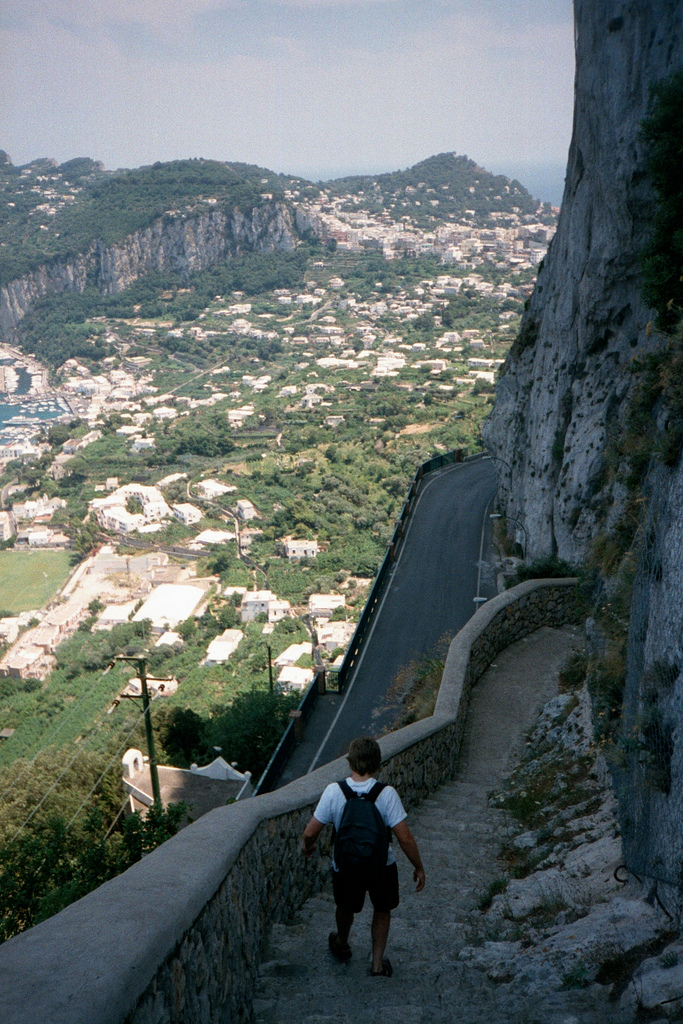
Escala fenicia